# Pausania di Orestide
Pausania di Orestide (in greco antico: Παυσανίας τῆς Ὀρεστίδος?, Pausanìas tès Orestìdos; Orestide, IV secolo a.C. – Aigai, 336 a.C.) è stato un militare macedone antico, guardia del corpo e assassino di Filippo II di Macedonia.
Assassinò Filippo nel 336 a.C., forse istigato dalla moglie di quest'ultimo, Olimpiade d'Epiro, o magari dal figlio Alessandro Magno; fu poi catturato e ucciso. La storia più diffusa riguardo all'omicidio è quella di Diodoro Siculo, che ampliò una citazione di Aristotele. Comunque, visto che Diodoro ha scritto due secoli dopo il regno di Filippo, e senza menzionare alcuna fonte, la sua descrizione non va presa come certa.

## Biografia
Secondo Diodoro, il generale Attalo voleva la morte di Pausania, colpevole di aver causato la morte di un suo amico. Filippo e Pausania erano stati amanti, ma la loro storia era finita, e Filippo aveva cominciato una relazione con un amico di Attalo (che si chiamava anche lui Pausania). Il primo Pausania, offeso, insultò in pubblico il suo rivale d'amore; per salvaguardare il suo onore, questi si suicidò esponendosi incautamente in battaglia mentre proteggeva il re. Distrutto dal dolore, Attalo cercò di punire Pausania di Orestide, ubriacandolo e facendolo stuprare.
Per qualche ragione, Filippo non punì Attalo; Pausania fu promosso a somatofilaca, probabilmente come consolazione.
Si è supposto che Pausania avesse ucciso Filippo almeno in parte per rancore personale, visto che non aveva ricevuto giustizia contro Attalo. Comunque Diodoro, che sostiene che i motivi per cui Pausania agì fossero personali, data gli eventi che portarono all'aggressione subita da Pausania all'epoca del re di Illiria Pleuria e dell'ultima campagna di Filippo contro gli Illiri (344 a.C.); ciò significherebbe che Pausania aspettò otto anni per vendicarsi di Filippo. Ma non si conoscono tutte le campagne di Filippo contro gli illiri; perciò, è possibile che ce ne sia stata una anche nel 337 a.C.
Pausania uccise Filippo al matrimonio della figlia di quest'ultimo, Cleopatra, con Alessandro I, ma, mentre tentava di fuggire verso le porte della città, inciampò in una vite e fu ucciso da Attalo, Leonnato e Perdicca, che erano anch'essi guardie del corpo e amici di Alessandro. Alessandro fece crocifiggere il corpo di Pausania ma, appena ebbe lasciato la Macedonia, Olimpiade gli costruì un monumento.
Il delitto era certamente premeditato, visto che vicino al posto dove Pausania era fuggito furono trovati dei cavalli. Al processo che seguì furono trovati colpevoli e condannati a morte altri due uomini, Eromene e Arrabeo, colpevoli di aver cospirato con Pausania. Leonnato, che aveva lanciato la lancia che aveva trafitto Pausania, fu retrocesso di grado; ciò fu probabilmente dovuto al sospetto che, in questo modo, avesse evitato che l'assassino fosse interrogato.

## Nella cultura di massa
- Nel film Alexander (2004), Pausania viene interpretato da Toby Kebbell.